# Selçuk Özkan
Selahattin Selçuk Özkan (* 18. Januar 1985 in Fethiye) ist ein türkischer Fußballspieler, der für Hatayspor spielt.

## Karriere

### Verein
Özkan begann mit dem Vereinsfußball in der Mannschaft seiner Heimatstadt Fethiye, beim damaligen Drittligisten Fethiyespor. Da sein Verein mit dem türkischen Erstligisten Gençlerbirliği Ankara ein Abkommen zur Talentförderung hatte, wurde Özkan 2001 an die Jugendabteilung des Erstligisten abgegeben. Hier spielte er zwei Jahre lang, ehe er im Sommer 2003 einen Profivertrag erhielt. Nachdem er die Hinrunde der Saison 2003/04 nur für die Reservemannschaft gespielt hatte, wurde er in der Winterpause 2013/14 an die Zweitmannschaft Gençlerbirliğis, an Gençlerbirliği ASAŞ abgegeben. Bei diesem Verein etablierte er sich auf Anhieb als Stammspieler. Zum Saisonende erreichte sein Team die Meisterschaft der TFF 3. Lig und damit den Aufstieg in die TFF 2. Lig. Nach eineinhalb weiteren Spielzeiten verließ Özkan diesen Verein und verbrachte die Rückrunde der Saison 2006/07 als Leihspieler bei seinem Heimatverein Fethiyespor. Im Sommer 2007 wurde dann sein Leihvertrag um eine weitere Spielzeit verlängert.
Zur Spielzeit 2008/09 löste er seinen Vertrag mit Gençlerbirliği Oftaş auf und wechselte zum Stadtrivalen Türk Telekomspor. Nach Telekomspor folgten Stationen bei Etimesgut Şekerspor, Fethiyespor und Eyüpspor.
Im Sommer 2013 wechselte er in die türkische TFF 1. Lig zum Erstligaabsteiger Orduspor. Bereits nach einer Saison verließ er diesen Klub Richtung Drittligist Hatayspor.

## Nationalmannschaft
Özkan spielte 2006 einmal für die türkische U-20-Nationalmannschaft.

## Erfolge
Mit Gençlerbirliği Oftaş
- Meister der TFF 3. Lig und Aufstieg in die TFF 2. Lig: 2003/04